# Rafael Díaz Aguado y Salaberry
Rafael Díaz Aguado y Salaberry (Pamplona, 1870 - Madrid, 1942) fue un abogado, periodista y político español carlista.

## Biografía
Nacido en Pamplona, era hijo del militar Félix Díaz Aguado, quien había luchado en la guerra de África con el Ejército Español y en la tercera guerra carlista en las filas de Don Carlos.
Estudió Derecho en la Universidad Central. Posteriormente ejerció el periodismo, y hacia finales del siglo XIX llegó a dirigir el diario La Atalaya de Santander, desde el que hizo grandes campañas en pro de los principios católicos.
Posteriormente participó en la lucha electoral como carlista. Fue elegido diputado por Tolosa en las elecciones de 1907 y 1910, presentándose ante sus electores guipuzcoanos como adalid del catolicismo social y del regionalismo. Destacó por su elocuencia como orador, alcanzando sus intervenciones en las Cortes una gran repercusión.

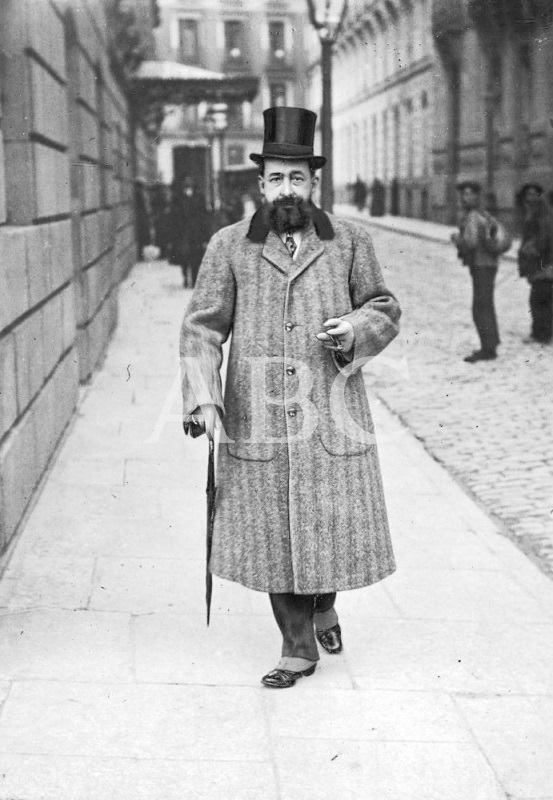
Rafael Díaz Aguado y Salaberry junto al Palacio de las Cortes en 1912.

Denunció en el Parlamento el problema del incipiente separatismo vasco, que denominó como «la lepra bizkaitarra», con motivo de un mitin carlista en Andoáin en 1908 que los bizkaitarras habían pretendido boicotear pronunciado gritos contra España y a favor de Alfonso XIII. En dicho discurso acusó al liberalismo de ser la causa del separatismo por haber hecho que todo fuese discutible, desde la religión hasta el concepto de la patria.
En 1909 realizó una interpelación en el Congreso protestando por el nombramiento de coronel honorario de un regimiento del Ejército español al rey de Italia, afirmando que se trataba de «un insulto a sentimientos arraigados en el corazón de una gran parte de la opinión española», y viendo en dicho acto un ataque contra la Santa Sede.
Presidió en Madrid el Círculo Tradicionalista y las Juventudes Carlistas, y era secretario general de la Liga Nacional Antiduelista Española que presidía el barón de Albi. A lo largo de su vida participaría en numerosos mítines de propaganda. En 1912 tomó parte en el mitin tradicionalista de Éibar, en el que se produjo un choque sangriento entre carlistas y republicanos. Ese mismo año sería recibido por Don Jaime en San Juan de Luz junto con Dalmacio Iglesias y otras personalidades jaimistas.
Al cesar Bartolomé Feliú como jefe delegado en 1913, Díaz Aguado y Salaberry formó parte de la Junta Nacional de la Comunión Tradicionalista presidida por el marqués de Cerralbo. Distanciado de Vázquez de Mella, se retiró posteriormente de la política.

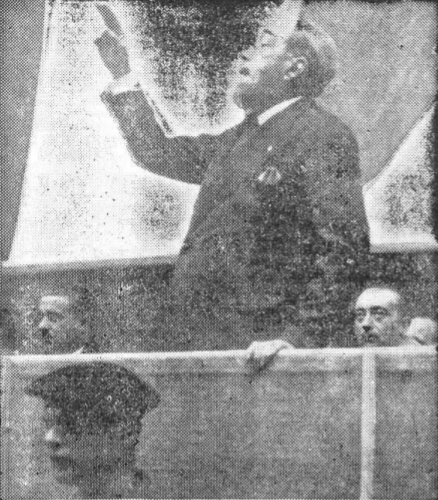
Rafael Díaz Aguado y Salaberry pronunciando un discurso durante un mitin tradicionalista en Sevilla el 2 de febrero de 1936.

Con el advenimiento de la Segunda República, volvió a actuar en política. Participó en un mitin tradicionalista celebrado en Pamplona el 14 de junio de 1931 al que concurrieron 25.000 personas y en el que intervinieron como oradores, junto con los jaimistas, antiguos mellistas como Agustín Tellería e integristas como Manuel Senante, lo que simbolizaba externamente la reunificación entre el carlismo y el integrismo.
Salaberry fue candidato a diputado por Valencia en las elecciones constituyentes de 1931 junto con los jaimistas Marqués de Villores y Francisco de Paula Momblanch; y volvería a serlo en las elecciones de febrero de 1936 en la candidatura del Frente Nacional Contrarrevolucionario de la provincia de Madrid. Según Melchor Ferrer, en este periodo de tiempo fue además delegado regional de la Comunión Tradicionalista en Galicia.
Durante la Guerra Civil sucedió a Pascual Cebolleda —cuando este fue detenido y condenado— en la jefatura de la Junta Tradicionalista en Madrid, que se encargaba de socorrer a los perseguidos en la retaguardia republicana. Salaberry acabaría siendo también detenido y padeció cautiverio en las mazmorras del SIM, junto con otros tradicionalistas como Eduardo Morales Aguirre o el capitán Tárraga. Al frente de la Junta Carlista clandestina de Madrid le sucedería Manuel Sánchez Cuesta.
Falleció en la capital de España tres años después del fin de la guerra, el 27 de abril de 1942. Asistieron a su entierro los ministros de Justicia y Ejército, el jefe de la Casa civil del general Franco, Julio Muñoz Aguilar, el alcalde de Madrid y el general Rada. Manuel Pombo Angulo dijo de él que tenía una barba «fluvial y guerrillera» y un retrato dedicado de Don Jaime.